# Росель, Ориоль
Ориоль «Ури» Росель Аржерик (кат. Oriol "Uri" Rosell Argerich; род. 7 июля 1992, Пучреч, Каталония, Испания) — испанский футболист, опорный полузащитник.

## Клубная карьера
Росель — воспитанник клуба «Барселона». 14 января 2012 года в матче против «Лас-Пальмас» он дебютировал за резервистов «сине-грантовых» в Сегунде. Из-за высокой конкуренции Ориоль почти не получал игровой практики и вынужден был уйти.
2 августа 2012 года Росель присоединился к клубу MLS «Спортинг Канзас-Сити», подписав многолетний контракт. В американской лиге он дебютировал 11 августа в матче против «Ди Си Юнайтед», заменив в компенсированное время второго тайма Роджера Эспиносу. 1 сентября в поединке против канадского «Торонто» он забил свой первый гол в MLS. В 2013 году Ориоль помог клубу стать чемпионом MLS.
Летом 2014 года Росель перешёл в лиссабонский «Спортинг». Сумма трансфера составила 1 млн евро. 16 августа в матче против «Академики» он дебютировал в Сангриш-лиге. В 2015 году Ориоль стал обладателем Кубка и Суперкубка Португалии.
В начале 2016 года для получения игровой практики Россель на правах аренды перешёл в «Виторию Гимарайнш». 6 февраля в матче против «Тонделы» он дебютировал за новую команду. Летом Ариэль на правах аренды перешёл в «Белененсеш». В поединке против «Боавишты» он дебютировал за новый клуб. Летом 2017 года Россель был отдан в аренду в «Портимоненсе». 18 сентября в матче против «Фейренсе» он дебютировал за новый клуб. 30 октября в поединке против «Витории Сетубал» Ориоль забил свой первый гол за «Портмоненсе».
30 января 2018 года Росель вернулся в MLS, перейдя в «Орландо Сити». Чтобы заключить контракт с ним, «Орландо» за первую позицию в рейтинге распределения MLS выплатил $400 тыс. в целевых распределительных средствах «Далласу». За «львов» он дебютировал 21 апреля в матче против «Сан-Хосе Эртквейкс», заменив на 84-й минуте Кристиана Игиту. 25 ноября 2019 года Росель подписал новый двухлетний контракт с «Орландо Сити». По окончании сезона 2021 срок контракта Роселя с «Орландо Сити» истёк, и стороны начали переговоры по новому контракту.
21 декабря 2021 года Росель на правах свободного агента вернулся в «Спортинг Канзас-Сити», подписав двухлетний контракт до конца сезона 2023 с опцией продления на сезон 2024. 20 января 2023 года «Спортинг Канзас-Сити» отчислил Роселя.
23 февраля 2023 года Росель подписал контракт с «Лос-Анджелес Гэлакси» до конца сезона 2023. За «Лос-Анджелес Гэлакси» он дебютировал 11 марта в матче против своего бывшего клуба «Спортинг Канзас-Сити», заменив в компенсированное время второго тайма Рахима Эдвардса. По окончании сезона 2023 «Лос-Анджелес Гэлакси» отклонил опцию продления контракта с Роселем.

## Достижения
Командные
 «Спортинг Канзас-Сити»
- Обладатель Кубка MLS — 2013

 «Спортинг»
- Обладатель Кубка Португалии — 2014/15
- Обладатель Суперкубка Португалии — 2015